# Pierre-René Choudieu
Pierre-René Choudieu (Angers, 20 settembre 1761 – Parigi, 9 dicembre 1838) è stato un politico, generale e rivoluzionario francese.

## Biografia
Figlio di un magistrato, nacque e crebbe ad Angers, prima di entrare alla scuola militare di Metz. Rientrato nella città natale, divenne avvocato del Re. Allo scoppio della Rivoluzione appoggiò con convinzione le istanze popolari e venne nominato maggiore della Guardia Nazionale. Rivestito di questa carica, dovette fronteggiare un'insurrezione popolare nel settembre 1790, ma pare vi opponesse una resistenza molto blanda, dispiegando solo sessanta uomini contro 1.500 rivoltosi armati.
Eletto accusatore pubblico presso il tribunale criminale del dipartimento di Maine-et-Loire, ricoprì l'incarico per breve tempo, essendo stato eletto anche membro dell'Assemblea legislativa e - successivamente - della Convenzione Nazionale. In qualità di deputato votò la morte del re Luigi XVI e contribuì alla caduta dei girondini. Fu quindi inviato presso il proprio dipartimento per sorvegliare che venissero arruolati tutti gli uomini chiamati alle armi contro l'Austria e la Prussia, in un contesto infuocato da cui si sarebbe presto sviluppata l'insurrezione vandeana, che si ritrovò a combattere. Affiancato in seguito da Pierre Philippeaux, entrò in contrasto con lui, screditandolo quando tornò a sedere al club dei Giacobini. Dovette godere della fama di sincero patriota, se la sua critica rivolta agli scritti di Philippeaux fece cambiare idea a Robespierre, che li aveva accolti inizialmente con favore.
Inviato presso l'armata del Nord, non era a Parigi in occasione del colpo di stato termidoriano che portò all'esecuzione di Robespierre. Rientrato nella capitale, ebbe modo di manifestare la propria avversione nei confronti dei termidoriani. In occasione dell'Insurrezione del 12 germinale, anno III (1º aprile 1795) venne imprigionato alla fortezza di Ham, liberato poi con l'amnistia del 4 brumaio anno IV (26 ottobre 1795). Coerente con le simpatie popolari sempre manifestate, sostenne il movimento di Gracchus Babeuf, finché venne proscritto dal Consolato per aver partecipato all'Attentato di via Saint-Nicaise nei confronti di Napoleone Bonaparte (3 nevoso anno IX, 24 dicembre 1800): rifugiatosi nei Paesi Bassi, rientrò in Francia soltanto nel 1814.
Bandito nel 1816 per regicidio, si trasferì in Belgio e riguadagnò la madrepatria solo nel 1830, al tempo della Rivoluzione di luglio.